# بي 53 (قنبلة نووية)
كانت القنبلة النووية الحرارية Mk/B53 سلاحًا مخترقاً للتحصينات عالي القوة طورته الولايات المتحدة في عام1962 أثناء الحرب الباردة. تم نشر القنبلة B53 على قاذفات القيادة الجوية الاستراتيجية، وكانت بقوة تفجيرية تبلغ 9 ميغا طن، وكانت أقوى سلاح في الترسانة النووية الأمريكية بعد تقاعد آخر القنابل النووية B41 في عام 1976.
كانت القنبلة B53 هي الأساس للرأس الحربي W-53 الذي يحمله صاروخ تيتان 2، والذي تم إيقاف تشغيله في عام 1987. وعلى الرغم من عدم دخولها الخدمة الفعلية لسنوات عديدة قبل عام 2010، فقد تم الاحتفاظ بخمسين قنبلة B53 خلال ذلك الوقت كجزء من الجزء "التحوطي" من المخزون الدائم حتى تفكيكها بالكامل في عام 2011. تم تفكيك آخر قنبلة B53 في 25 أكتوبر 2011، قبل عام من الموعد المحدد.
مع تقاعدها، أصبحت أكبر قنبلة في الخدمة حاليًا في الترسانة النووية الأمريكية هي B83، بأقصى عائد يبلغ 1.2 ميجا طن. تم استبدال B53 في دور اختراق المخابئ بـ B61 Mod 11.

## التاريخ

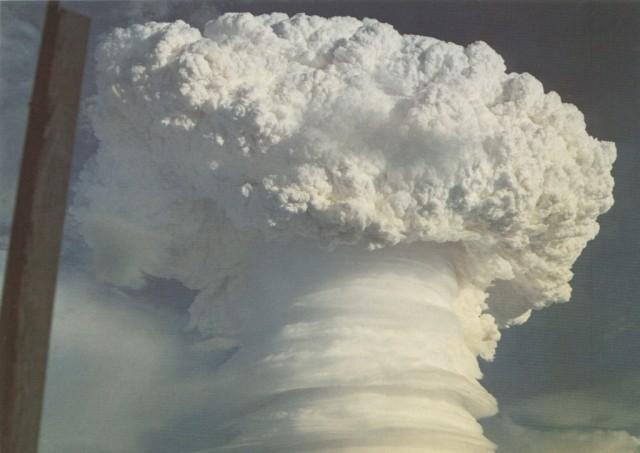
اختبار الأسلحة النووية في هاردتاك أوك.

بدأ تطوير السلاح في عام 1955 بواسطة مختبر لوس ألاموس الوطني، استنادًا إلى أسلحة Mk 21 وMk 46 السابقة. في مارس 1958، أصدرت القيادة الجوية الاستراتيجية طلبًا للحصول على قنبلة جديدة من الفئة C (أقل من خمسة أطنان، مدى ميغا طن) لتحل محل Mk 41 السابقة.أصبحت النسخة المنقحة من Mk 46 هي TX-53 في عام 1959. يبدو أن الرأس الحربي TX-53 قيد التطوير لم يتم اختباره أبدًا، على الرغم من تفجير تصميم سابق تجريبي لـ TX-46 في 28 يونيو 1958 باسم Hardtack Oak، والذي انفجر بقوة 8.9 ميغا طن.
دخلت Mk 53 الإنتاج في عام 1962 وتم بناؤها حتى يونيو 1965. تم بناء حوالي 340 قنبلة. دخلت الخدمة على متن طائرات القاذفات B-47 Stratojet وB-52G Stratofortress، وB-58 Hustler في منتصف الستينيات. ومنذ عام 1968 أعيدت تسميتها إلى B53.
تم تفكيك بعض الإصدارات المبكرة من القنبلة بدءًا من عام 1967. وبعد انتهاء برنامج Titan II، تم تقاعد وحدات W-53 المتبقية في أواخر الثمانينيات. تم تقاعد B53 في عام 1986، ولكن في عام 1988 تم إعادة 50 وحدة إلى الخدمة وحصلت على ترقية السلامة B53 Mod 1 حتى تتمكن القوات الجوية من تغطية أهداف معينة كانت مغطاة سابقًا بـ Titan II.ظلت هذه الأسلحة في المخزون النشط حتى نشر B61-11 في عام 1997. في تلك المرحلة، تم تحديد وحدات B53 القديمة للتفكيك الفوري؛ ومع ذلك، تعطلت عملية تفكيك الوحدات بشكل كبير بسبب مخاوف تتعلق بالسلامة بالإضافة إلى نقص الموارد.في عام 2010، تم منح الإذن بتفكيك 50 قنبلة في مصنع بانتكس في تكساس.تم الانتهاء من عملية تفكيك القنبلة B53 المتبقية الأخيرة في المخزون في عام 2011.

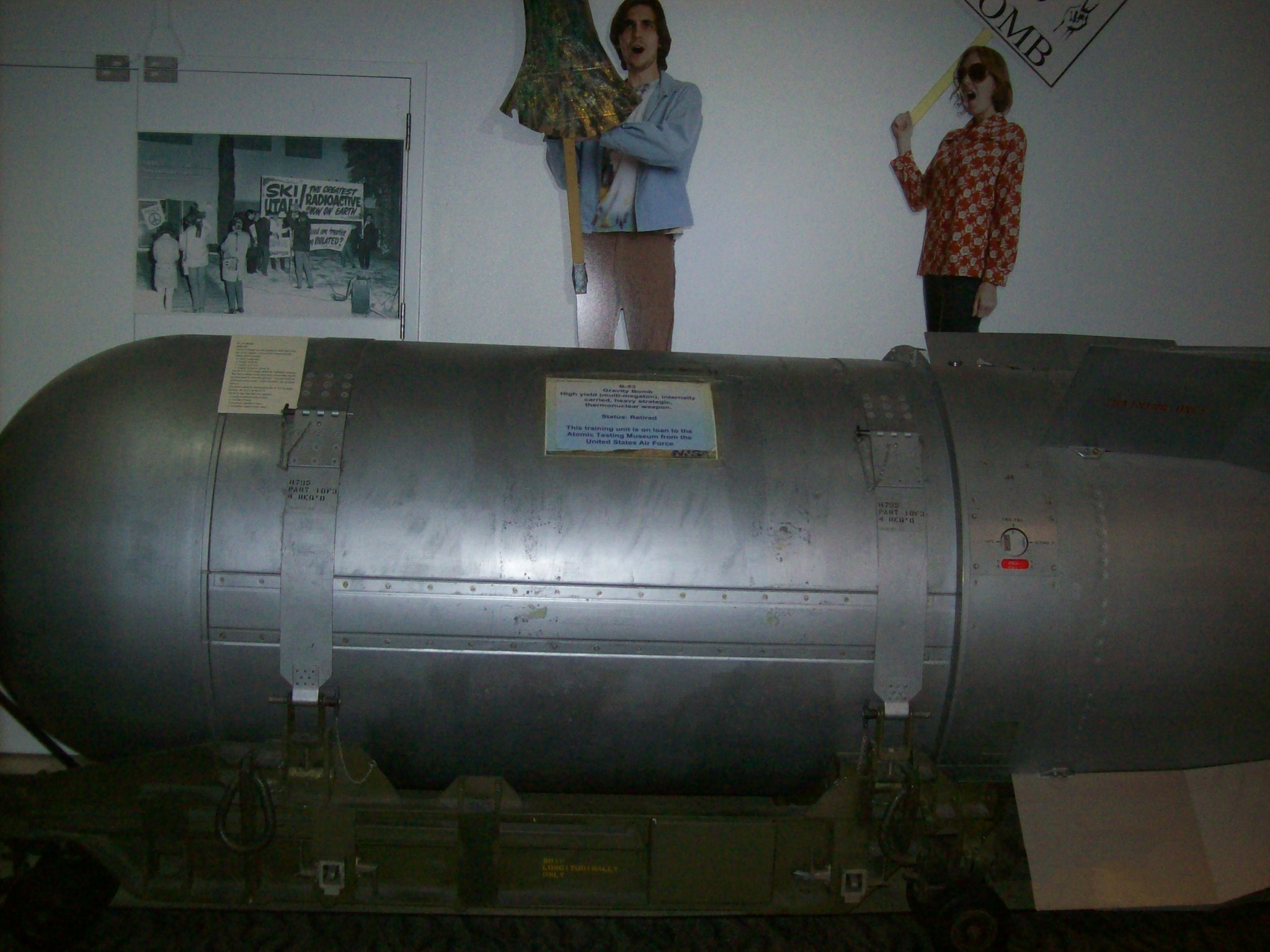
B53 معروض في متحف التجارب الذرية.

## الحوادث
- 13 يناير 1964 - 1964 تحطم طائرة B-52 في سافاج ماونتن (شملت قنبلتين B53-0 Y1 تم شحنهما في شكل عبّارة)

- 8 ديسمبر 1964 - اشتعلت النيران في طائرة B-58 التابعة للقوات الجوية الأمريكية التي تحمل قنبلة نووية B53 داخليًا وأربع قنابل نووية B43 خارجيًا أثناء سيرها على المدرج بعد انهيار عجلات الهبوط. احترقت B53، مما تسبب في تلوث منطقة التحطم. تسببت اثنتان من B43 في تلوث بعض البلوتونيوم واليورانيوم.[15]
- 18-19 سبتمبر 1980 - انفجار صاروخ تيتان في داماسكيوس (شمل صاروخ تيتان 2 برأس حربي W-53)